# Loyettes
Loyettes es una comuna francesa del departamento de Ain, en la región de Auvernia-Ródano-Alpes.

## Demografía
| 685 | 814 | 792 | 1 001 | 1 453 | 1 713 | 2 256 | 2 322 | 2 418 | 3 115 |
| Para los censos de 1962 a 1999 la población legal corresponde a la población sin duplicidades (Fuente: INSEE [Consultar]) |     |     |       |       |       |       |       |       |       |

## Imágenes

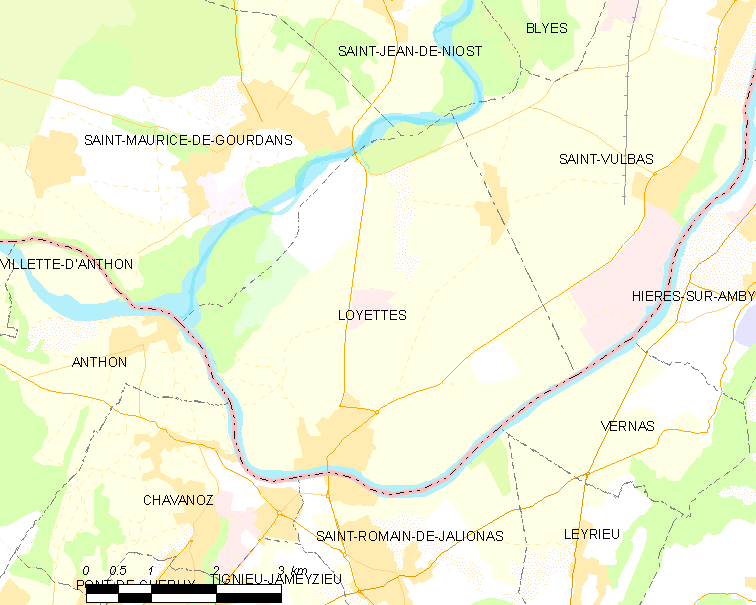
Mapa de Loyettes
Localización de Loyettes en el territorio de Ain
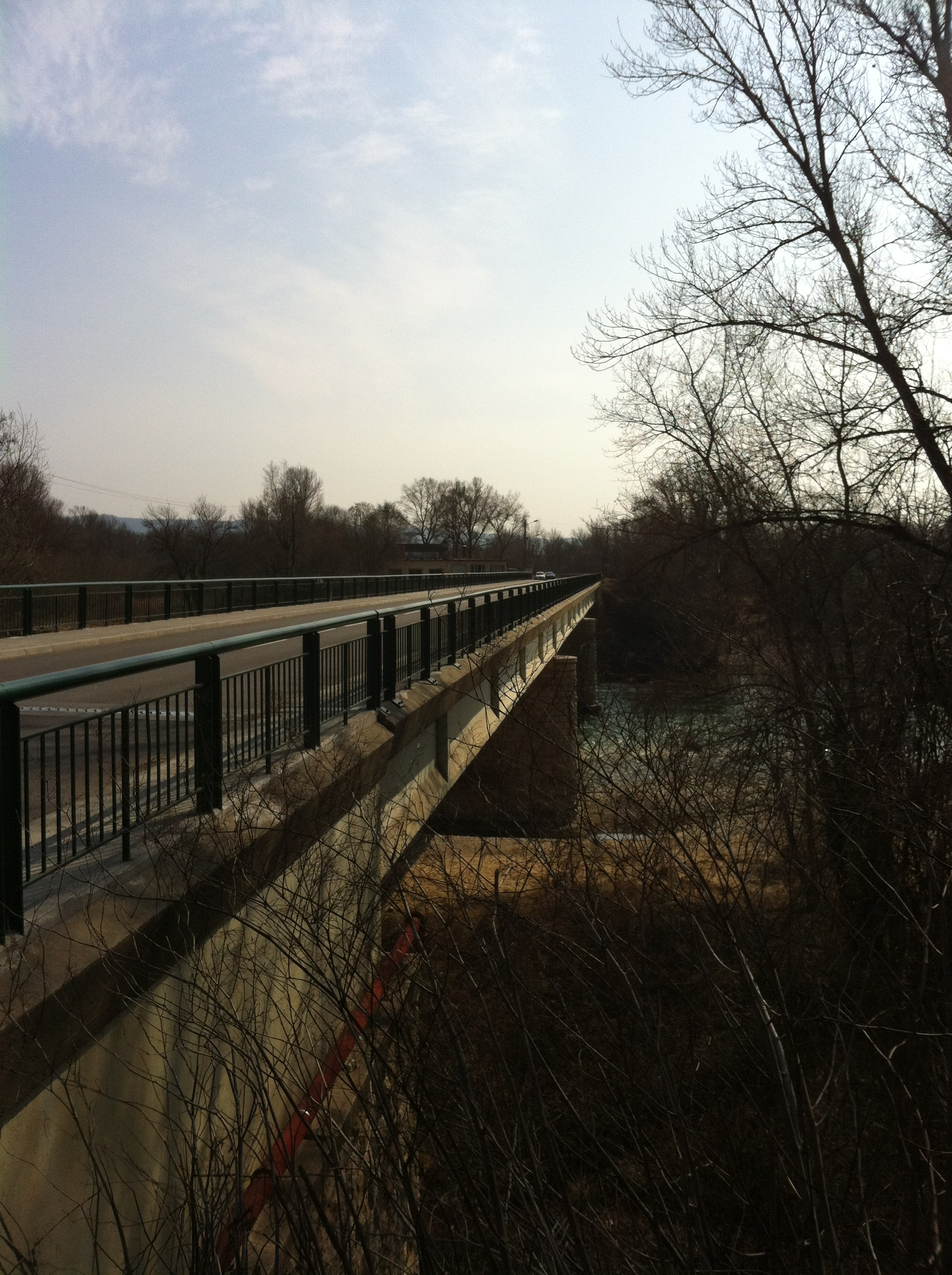
Puente de Port-Galland.

- Datos: Q648628
- Multimedia: Loyettes / Q648628